# Ballur, Belur
Ballur là một làng thuộc tehsil Belur, huyện Hassan, bang Karnataka, Ấn Độ.